# Neufchelles
Neufchelles é uma comuna francesa na região administrativa de Altos da França, no departamento de Oise. Estende-se por uma área de 6,46 km². Em 2010 a comuna tinha 389 habitantes (densidade: 60,2 hab./km²).